# هارفي ويلي كوربيت
هارفي ويلي كوربيت (بالإنجليزية: Harvey Wiley Corbett)‏ هو مهندس معماري أمريكي، ولد في 8 يناير 1873 في سان فرانسيسكو في الولايات المتحدة، وتوفي في 21 أبريل 1954.